# Copa del Mundo de Kabaddi indoor
La Copa del Mundo de Kabaddi indoor es una competición internacional de kabaddi bajo techo organizada por la Federación Internacional de Kabaddi (IKF). La disputan equipos nacionales masculinos y femeninos de todo el mundo. 

## Historia
Se ha disputado en 2004, 2007 y 2016, siendo el vencedor en todos ellos la selección de la India. En 2016 se celebró la primera edición para mujeres. El formato actual de la competencia incluye una fase de grupos de todos contra todos con 6 equipos en 2 grupos. Los dos primeros de cada grupo avanzan a las semifinales.

## Palmarés
| Año          | Sede      | Final   | Final     | Final      | Semifinalistas | Semifinalistas | Semifinalistas |
| Año          | Sede      | Campeón | Resultado | Subcampeón |                |                |                |
| ------------ | --------- | ------- | --------- | ---------- | -------------- | -------------- | -------------- |
| 2004 Detalle | Mumbai    | India   | 55 - 27   | Irán       | Bangladés      | Canadá         |                |
| 2007 Detalle | Panvel    | India   | 29 - 19   | Irán       | Bangladés      | Japón          |                |
| 2016 Detalle | Ahmedabad | India   | 38 - 29   | Irán       | Corea del Sur  | Tailandia      |                |